# Birkenau (Gemälde)
Birkenau ist ein Zyklus von vier Gemälden Gerhard Richters aus dem Jahre 2014. Mit der Bezeichnung Birkenau wird auf das Konzentrationslager Auschwitz-Birkenau Bezug genommen. Richter hat die vier mutmaßlich vom KZ-Häftling Alberto Errera angefertigten Sonderkommando-Fotografien, die die Verbrennung von Leichen ermordeter Juden in einem Waldstück sowie nackte, auf dem Weg in die Gaskammer befindliche Frauen darstellen, auf vier Leinwände übertragen. Die figurativen Bilder hat er nach und nach mit Pinsel und den Farben Schwarz, Grau, Grün und Rot übermalt und mit einem Rakel weiter bearbeitet.
Die Gemälde bleiben dem Kunstmarkt entzogen. Die Originale von Richter sind seit dem 31. März 2023 in den Räumen der Neuen Nationalgalerie im Rahmen der Ausstellung Gerhard Richter. 100 Werke für Berlin ausgestellt und werden als Dauerleihgabe in Berlin bleiben. Mit der Fertigstellung des neuen Museums, werden sie dort zu sehen sein. Darüber hinaus gibt es zwei weitere Fotoversionen des Birkenau-Zyklus in Originalgröße. Eine Version hat Gerhard Richter dem Internationalen Auschwitz Komitee zur Verfügung gestellt, die vor Ort der Öffentlichkeit zugänglich sind. Ein weiterer Direktdruck auf Aluminium hängt in der Eingangshalle des Reichstags.

## Bildbeschreibung
Die vier Bilder bilden die 937. Gruppe des Werkes von Richter, sie tragen die Nr. 937/1–4. „Von Bild zu Bild nimmt die Farbigkeit zu. Das erste, von links nach rechts betrachtet, zeigt vor allem Schwarz-, Weiß- und Grautöne. Das zweite weist fast mittig eine rote Spur auf. Im Dritten nehmen die Grüntöne zu, im letzten überwiegen sie im Vergleich zum Rot. Die Bilder sind großformatig, ja riesig sie schaffen eine Stimmung, und die ist dunkel.“ „Mit den horizontal und vertikal ineinander verstrichenen Strukturen wirken die Bilder düsterer als viele von Richters anderen Rakelbildern.“ Benjamin Buchloh registriert eine zurückhaltende Reduktion auf die Komplementärfarben Rot und Grün und die Nichtfarben Schwarz und Weiß, im Kontrast zu der üblichen farblichen Opulenz anderer abstrakter Bilder Richters.
Die fotografischen Reproduktionen der vier Bilder (Nr. 937 B) sind jeweils in vier Rechtecke unterteilt.

## Geschichte
Laut eigenen Aussagen hat Richter, der in der DDR aufwuchs, als Schüler erst relativ spät Fotos aus Konzentrationslagern gesehen
und wurde dann als Student der Dresdner Kunstakademie mit Dokumentarfotos aus den Lagern konfrontiert. Seit dieser Zeit hat er sich immer wieder in unterschiedlicher Weise mit den Themen Naziterror, Vernichtungslager, Opfer und Täter, künstlerisch auseinandergesetzt. In seinem „Atlas“, der Sammlung von Fotografien, Zeitungsausschnitten und Skizzen, die der Künstler seit Mitte der sechziger Jahre auf losen Blättern angeordnet hat und der ihm als Fundus für seine Malerei dient, finden sich seit 1967 Fotografien von Konzentrationslagern.
Die vier im Lager angefertigten Fotografien, auf denen „Birkenau“ beruht, waren im Zusammenhang mit einer Rezension von Georges Didi-Hubermans Buch „Bilder trotz allem“ von 2008 in der Frankfurter Allgemeinen Zeitung veröffentlicht worden.
Ab 2014 beschäftigte Richter sich intensiver mit diesen Fotografien des jüdischen Häftlings, der die Fotos heimlich gemacht hatte und der ebenso wie seine Helfer, die die Fotos aus dem Lager schmuggelten, in Birkenau ermordet wurde.
Richter übertrug die Fotos zunächst mit dem Pinsel auf Leinwand, ein Versuch, der nach seiner Ansicht scheiterte. „Es gibt eben Fotos, die ich durchs Abmalen nur zu schlechten Bildern machen könnte. Und diese vier Fotos sind so gut, dass ich sie nur so belassen kann. Man kann sie beschreiben oder ihnen eine Musik widmen oder, wenn es gut geht, ein abstraktes Bild widmen“. In den folgenden Arbeitsgängen übermalte er die Bilder immer wieder, kratzte Farbe ab, trug wieder Grau, Braun, Schwarz und Weiß auf, auch Rot und Grün, bis die ursprünglichen Bilder vollständig unter einer abstrakt wirkenden Beschichtung verschwunden waren. „Dieser Vorgang ist nichts Ungewöhnliches, also gegenständlich malen und abstrakt landen“.
Die ursprüngliche Bezeichnung – Vier abstrakte Bilder – änderte er nach einer Periode der Reflexion in Birkenau, wodurch er zwar ihren Ursprung und ihren historischen Bezug explizierte, aber ohne visuelle Spuren der zugrunde liegenden Fotografien.
Am 5. September 2017 erhielt der Reichstag in Berlin die Birkenau-Gemälde in einer fotografischen Version auf Aluminiumtafeln. Diese Bilder hängen als Schenkung in der Westeingangshalle des Reichstagsgebäudes mit Blick in den Plenarsaal, direkt gegenüber Richters Installation „Schwarz, Rot, Gold“ (1999). In Ausstellungen hängen die Bilder in der Regel nebeneinander, im Reichstag werden sie übereinander präsentiert.
Die Birkenau-Serie gehört zu den rund 100 Arbeiten, die in die 2020 gegründete Gerhard Richter Kunststiftung eingegangen sind.

Im Oktober 2020 entschied Gerhard Richter, seine Birkenau-Bilder dauerhaft dem Internationalen Auschwitz Komitee zur Verfügung zu stellen.

## Ausstellungen
Die vier Bilder wurden erstmals im Dresdner Albertinum unter dem Titel „Abstrakte Bilder“ im Rahmen der Ausstellung „Gerhard Richter, Neupräsentation“ gezeigt. In dieser Ausstellung hat Richter den abstrakten Bildern fotografische Reproduktionen in Originalgröße gegenüber gehängt. Im Februar 2016 war die Serie erstmals unter dem Titel „Birkenau“ Teil einer Ausstellung im Museum Frieder Burda in Baden-Baden. Adrienne Braun bescheinigte in ihrem Essay der Baden-Badener Ausstellung einen „fast“ dokumentarischen Charakter, weil sie durch Fotografien aus Richters Sammlung zum Naziterror ergänzt worden sind, die er in seinem „Atlas“ gesammelt hat.
Die Ausstellung wurde in den Medien kontrovers diskutiert und Richter u. a. der Vorwurf gemacht, „er würde den Holocaust illustrieren und dem Grauen damit eine künstlerische Form verleihen“. 2016/17 wurden die Bilder im Jüdischen Museum und Toleranzzentrum in Moskau ausgestellt, danach in Prag und anschließend in der Queensland Art Gallery in Brisbane. In der New Yorker Ausstellung „Gerhard Richter: Painting After All“ von 2020 wurde der Zyklus in einem eigenen Raum gezeigt. Den originalen Tafeln waren, ähnlich wie in Dresden, digitalisierte Drucke gegenübergestellt. Außerdem wurden zum ersten Mal die Originalfotos aus dem Archiv von Auschwitz als digitale Drucke gezeigt.
Die Alte Nationalgalerie, Berlin, zeigt den Bilderzyklus unter dem Titel „Reflexionen über Malerei. Gerhard Richters ‚Birkenau‘-Zyklus“ vom 16. März bis 3. Oktober 2021. Auch hier wird die Ausstellung durch Reproduktionen der Originalfotos ergänzt.
Eine Reproduktion des Zyklus in Form von Editionsexemplaren befindet sich als Dauerleihgabe durch Gerhard Richter an das Internationale Auschwitz Komitee vor Ort in Oświęcim. Diese werden auf dem Gelände der Internationalen Jugendbegegnungsstätte in Oświęcim / Auschwitz in einem von ihm entworfenen und konzipierten Gebäude unweit der Gedenkstätte ausgestellt.

## Rezeption
In der Rezeption ist immer wieder darauf hingewiesen worden, dass man das Unvorstellbare, den Holocaust, nicht darstellen oder malen kann; einer der prononciertesten Vertreter dieser Ansicht war der Dokumentarfilmregisseur Claude Lanzmann. Daran hat sich Richter anscheinend gehalten. Gleichwohl besteht für die Kunstkritikerin Julia Voss kein Zweifel daran, dass der Bezug zu Auschwitz die Bilder auflädt, ihnen eine Bedeutung verleiht, die ihnen die Malerei allein nicht gibt. Die Philosophin und Übersetzerin Nora Bierich schließt ihren kritischen Essay über die kurze Rezeptionsgeschichte des Zyklus mit den Worten: „Womöglich lässt sich Auschwitz in abstrakte Bilder übersetzen, aber dann sollten diese in der Abstraktion belassen, und es sollte nicht unablässig deren angeblicher Inhalt beschworen werden.“ Der Kunstkritiker Hanno Rauterberg dagegen monierte, durch die grundsätzliche Offenheit und Interpretierbarkeit der Bilder werde Birkenau zu einem Mythos.